# FC Zestafoni
Maillots
Le Football Club Zestafoni (en géorgien : საფეხბურთო კლუბი ზესტაფონი), plus couramment abrégé en FC Zestafoni, est un club géorgien de football fondé en 2004 et basé dans la ville de Zestafoni.

## Historique
- 2004 : fondation du club

## Palmarès
| \| - Championnat de Géorgie (2) : - Champion : 2010-11 et 2011-12. - Coupe de Géorgie (1) : - Vainqueur : 2007-08. - Finaliste : 2004-05, 2005-06, 2006-07 et 2011-12. \| \| - Supercoupe de Géorgie (2) : - Vainqueur : 2011 et 2012. - Finaliste : 2008. \| |  |                                                                               |
| - Championnat de Géorgie (2) : - Champion : 2010-11 et 2011-12. - Coupe de Géorgie (1) : - Vainqueur : 2007-08. - Finaliste : 2004-05, 2005-06, 2006-07 et 2011-12.                                                                                           |  | - Supercoupe de Géorgie (2) : - Vainqueur : 2011 et 2012. - Finaliste : 2008. |

## Personnalités du club

### Présidents
- Ilia Kokaia

### Entraîneurs
- Vladimir Zemlianoi (18 juin 2004 - 18 septembre 2004)
- Zaza Gurielidze (20 septembre 2004 - 2 octobre 2004)
- Teimuraz Makharadze (5 octobre 2004 - 14 octobre 2005)
- Koba Zhorzhikashvili (15 octobre 2005 - 12 novembre 2005)
- Teimuraz Makharadze (13 novembre 2005 - 30 mars 2006)
- Koba Zhorzhikashvili (31 mars 2006 - 30 mai 2006)
- Merab Kochlashvili (1er juin 2006 - 30 août 2006)
- Teimuraz Makharadze (1er septembre 2006 - 30 novembre 2008)
- Gia Geguchadze (1er décembre 2008 - 16 août 2011)
- Giorgi Chiabrishvili (18 août 2011 - 12 septembre 2012)
- Giorgi Kipiani (13 septembre 2012)
- Davit Mujiri /  Zaza Zamtaradze (14 septembre 2012 - 10 décembre 2012)
- Giorgi Miqadze (décembre 2012)
- Kakha Kacharava (13 décembre 2012 - 31 mai 2013)
- Ratko Dostanić (15 juillet 2013 - 1er novembre 2013)
- Gia Geguchadze (5 novembre 2013 - 31 décembre 2014)
- Giorgi Mikadze (depuis le 27 janvier 2015)